# تینا لیندسی
تینا لیندسی (انگلیسی: Tina Lindsay؛ زادهٔ) بازیکن سابق فوتبال اهل انگلستان است. بزرگترین دستاورد لیندسی قهرمانی در فینال جام حذفی زنان انگلستان در سال ۱۹۹۷ با میلوال بود.
وی همچنین در تیم ملی فوتبال زنان انگلستان بازی کرده است.